# Christy Moore
Christopher Andrew "Christy" Moore (Newbridge, Condado de Kildare; 7 de mayo de 1945) es un cantante, compositor y guitarrista de folk irlandés. Además de su importante éxito como individuo, es uno de los miembros fundadores de Planxty y Moving Hearts. Su primer álbum, Paddy on the Road, lo grabó con Dominic Behan en 1969. En 2007, fue nombrado mejor músico vivo de Irlanda en los premios People of the Year de RTÉ. Su estilo en solitario incluye ritmos enérgicos con la guitarra y el bodhrán, así como baladas más lentas.

## Primeros años
Moore nació en Newbridge (condado de Kildare, Irlanda) y estudió en el Newbridge College. Su madre, Nancy Moore, fue candidata electoral del Fine Gael. Al principio era empleado de banca y quería expresarse con música tradicional. Durante una huelga bancaria en 1966, que duró doce semanas, se fue a Inglaterra, como hicieron muchos funcionarios en huelga, pero no regresó cuando ésta se resolvió. "Me lo pasé de maravilla en Inglaterra, sin ningún director de banco mirándome por encima del hombro", afirma. Realizaba trabajos de peón, frecuentaba los clubes de folk y los pubs de música irlandesa, donde conoció a Seamus Ennis, Margaret Barry, Luke Kelly, Martin Byrnes y muchos otros músicos tradicionales. En 1967, cuando el trío de cantantes irlandeses The Grehan Sisters, con el que Moore ya se había relacionado, se trasladó desde Dublín al norte de Inglaterra, le ayudaron a darse a conocer, ofreciéndole contactos y puestos de apoyo en sus conciertos.

## Carrera musical
Moore, que se había trasladado a Inglaterra durante la huelga del Banco Nacional de 1966, se había convertido en un músico consolidado en la escena de la música folk inglesa e incluso grabó allí su primer álbum (Paddy on the Road), en 1969, en el estudio Sound Techniques de Chelsea.
En 1973 trajo su primer gran lanzamiento, Prosperous, que reunió a los cuatro músicos que poco después formaron Planxty: Liam O'Flynn, Andy Irvine y Dónal Lunny, fue grabado por Bill Leader, que había llevado su unidad móvil de grabación (una máquina de cinta Revox y dos micrófonos ) a Irlanda en el verano de 1971. Durante un tiempo se hicieron llamar "CLAD", un acrónimo de sus nombres, pero pronto se decidieron por Planxty.
En su libro anotado de canciones, publicado por primera vez en 2000, Moore recuerda:

Fue un momento mágico. La música era nueva y brillaba. Cada día nos divertíamos de nuevo mientras rodábamos por el pub de Pat Dowling y luego subíamos al sótano de Rynne para grabar otro tema. [...] Estaba encantado de tocar con Dónal, Andy y Liam, y su entusiasmo demostraba que los sentimientos eran mutuos.
Christy Moore, One Voice

En palabras de Colin Irwin:

Prosperous tomó las sugerencias ofrecidas por Sweeney's Men y se lanzó a por ellas. [...] Aquí, la diestra gaita de Liam O'Flynn se fusionó felizmente con la mandolina de Andy Irvine y el rítmico bouzouki de Dónal Lunny para formar una compleja y hermosa diversión para la voz de Christy Moore.
Colin Irwin, In Search of the Craíc.

Tras abandonar Planxty en 1975, Moore continuó su carrera en solitario, reformando su antigua banda en ocasiones (algo que ha hecho desde entonces). También formó la banda Moving Hearts con Lunny y otros cinco músicos en 1980. En 1987 apareció en el programa de Gay Byrne The Late Late Show tocando con The Dubliners por su 25 aniversario. En 2000 publicó su autobiografía, One Voice.
El anterior estilo de vida de Moore provocó un deterioro de su salud y varias operaciones. La batalla de Moore con el alcohol y las posteriores operaciones de corazón le pasaron factura. A finales de los 90, Moore redujo su carga de trabajo por razones médicas.
Algunas de las canciones de Moore están muy influidas por la bebida y sus efectos, siendo su canción "Delirium Tremens" un buen ejemplo. Escuchar la canción de Johnny Mulhern "Hard Cases" hizo que Moore recordara la escena de la bebida de Galway con los músicos locales Mickey Finn, Pete Galligan, Corky y Terry Smith.
El 17 de abril de 2009, Moore publicó su primer nuevo álbum de estudio en cuatro años, titulado Listen, y lo promocionó mediante una serie de conciertos en directo.
En 2010, la canción de Christy Moore "Lisdoonvarna", de su autoría, fue incluida en The Penguin Book of Irish Poetry.
En diciembre de 2011, Moore publicó el álbum Folk Tale. Su siguiente álbum, Where I Come From, se publicó en noviembre de 2013 y contiene una nueva canción protesta llamada "Arthur's Day". El álbum alcanzó el número tres en las listas de álbumes irlandesas. On the road se publicó en noviembre de 2017, mientras que su álbum más reciente Magic Nights se publicó en noviembre de 2019.

## Comentarios políticos y sociales
Moore es conocido sobre todo por sus comentarios políticos y sociales, que reflejan una perspectiva republicana irlandesa de izquierdas, a pesar de que su madre fue concejala y candidata parlamentaria del Fine Gael en Kildare. Apoyó a los manifestantes republicanos del H-Block con los álbumes H-Block en 1978, cuyo lanzamiento fue asaltado por la policía, y The Spirit of Freedom. También grabó canciones del huelguista Bobby Sands, como "Back Home in Derry", basada en la canción de Gordon Lightfoot "The Wreck of the Edmund Fitzgerald". Dejó de apoyar las actividades militares del IRA en 1987 a raíz del atentado de Enniskillen.
Entre las canciones políticas que ha interpretado a lo largo de su carrera figuran "On the Blanket", de Mick Hanly, sobre las protestas de los presos republicanos, "Viva la quinta brigada", sobre los irlandeses que lucharon en la guerra civil española contra Francisco Franco, y "Minds Locked Shut", sobre el Domingo Sangriento en Derry.
Moore ha apoyado una larga lista de causas de apoyo a la izquierda, desde El Salvador hasta Mary Robinson en las elecciones presidenciales de 1990. Ha incorporado a su repertorio canciones sobre Salvador Allende ("Allende") y Ronald Reagan ("Ronnie Reagon").
En el Festival de Glastonbury de 2005, cantó sobre la activista solidaria palestina Rachel Corrie. Apoyó el movimiento antinuclear en Irlanda tocando en muchos conciertos y en festivales en Carnsore Point por la causa.

## Canción prohibida
"They Never Came Home" es una canción sobre el incendio Stardust de 1981, en el que murieron 48 personas. La canción se grabó en el álbum Ordinary Man y se publicó en la cara B de un sencillo en 1985. La canción alcanzó notoriedad cuando Moore fue llevado a los tribunales por afirmaciones en la canción perjudiciales para un caso judicial en curso en el que se determinaban indemnizaciones. Por ejemplo, la canción afirmaba que "cientos de niños han resultado heridos y mutilados, y todo porque las salidas de incendios estaban encadenadas". El juez Murphy ordenó retirar de las tiendas el álbum Ordinary Man y condenó en costas a Moore. Se grabó "Another Song Is Born" para la reedición del álbum. "They Never Came Home" apareció más tarde en su caja y en el álbum Where I Come From.

## Vida personal

### Familia
El hermano de Moore, Barry, cuyo nombre artístico es Luka Bloom, también es cantautor. Su sobrino, Conor Byrne, también es flautista tradicional y toca el silbato de hojalata, y Christy aparece en su álbum Wind Dancer.

### Incidente de detención en 2004
En octubre de 2004, Moore fue interceptado y detenido por agentes de la División Especial en el puerto galés de Holyhead, conducido a una oficina e interrogado sobre las letras de sus canciones. Al día siguiente, hizo público un comunicado en el que decía: "Mi chófer y yo fuimos detenidos y retenidos durante dos horas en Holyhead el pasado lunes, en virtud de la Ley de Prevención del Terrorismo de 2002. Mi chófer y yo estuvimos detenidos por separado en dos salas de interrogatorio. Toda la experiencia me pareció amenazadora. Me interrogaron sobre el contenido de mi maletín". A pesar de los informes iniciales en sentido contrario, la furgoneta del cantante, que estaba llena de equipo musical, no fue registrada. "Me interrogaron sobre letras de canciones y me hicieron muchas preguntas personales sobre miembros de mi familia y mis hijos y sobre mi casa. En ningún momento se me dio explicación alguna de por qué se me retenía e interrogaba de esa manera", añadió. Dijo que el hecho de que los irlandeses sigan siendo tratados de esta manera en su camino hacia Gran Bretaña es muy "entristecedor". "Esperaba tratar este asunto fuera del dominio público. Pero como se ha convertido en noticia, siento la necesidad de ofrecer mi versión de la historia. Todo el asunto me ha parecido bastante aterrador".